# Ludvig Törner
Dan Erik Ludvig Törner (ibland skrivet Turner), född 11 juni 1993 på Utö i Haninge kommun, är en svensk sångare och röstskådespelare. Han deltog år 2014 i den tionde säsongen av TV-programmet Idol på TV4, där han slutade på en fjärdeplats. Han har efter sin medverkan i Idol mest sysslat med dubbning och röstskådespeleri, senast i den animerade Dreamworks-filmen Ruby – Havsmonstret, i rollen som Rubys skateboardåkande kärleksintresse Connor.

## Diskografi

### Singlar
- 2014 – "1000 Miles an Hour"

## Filmografi (i urval)

### Filmer
- 2018 – Lustiga små kryp (röst som Apollo)
- 2023 – Ruby – Havsmonstret (röst som Connor)

### TV-serier
- 2018 – The A List (TV-serie) (röst som Dev)
- 2019 – Fast & Furious: Spionracers (TV-serie) (röst som Tony Toretto)
- 2020 – Brevet till kungen (TV-serie) (röst som Foldo)